# 林坌
林坌（1455年—？），字世集，福建福州府閩縣人，民籍，明朝政治人物。

## 生平
成化十九年（1483年）癸卯科福建鄉試第七十八名舉人。弘治六年（1493年）中式癸丑科會試第二百二十四名，三甲第九十三名進士。担任陽江縣知縣，升任戶部主事。

## 家族
曾祖林必芳；祖父林果；父林汝白，母陳氏。永感下。兄林壑；林塾（湖廣參政）；林墠；林壂（禮部郎中）。弟杯惒；林垐（贡士）。